# Steffenshagen (Meklemburgia-Pomorze Przednie)
Steffenshagen – gmina w Niemczech,  w kraju związkowym Meklemburgia-Pomorze Przednie, w powiecie Rostock, wchodząca w skład urzędu Bad Doberan-Land.